# 竟陵街道
竟陵街道，是中华人民共和国湖北省天门市下辖的一个乡镇级行政单位。

## 行政区划
竟陵街道下辖以下地区：
鸿渐社区、雁叫社区、庆云社区、官路社区、车湾社区、东湖社区、陆羽社区、孙湾社区、江河社区、公园社区、阳渡社区、大河社区、永丰社区、西龙社区、江垸村、沙滩村、王施村、庙台村、公冶村、辰已村、谌桥村、徐北村、河埠村、走马岭村、耀星村、祖师村、众善寺村、湾坝村、河堤村、新建村、二龙村和中岭村。